# 秘密兵器リンペット
『秘密兵器リンペット』（The Incredible Mr. Limpet）は1964年のアメリカ合衆国の映画。

## 概要
テオドール・プラットによる1942年の小説を原作とし、ワーナー・ブラザースによって実写とアニメーションを合成する形で制作された。
主演はドン・ノッツ。実写部分はアーサー・ルービンが監督し、アニメーション部分はビル・ティトラ、ロバート・マッキンソン、ハウリー・プラット、ジェリー・チニキーが監督した。音楽には「I Wish I Were a Fish」など一部楽曲でサミー・フェインが参加している。
ディズニー映画『リトル・マーメイド』には、本作の主人公であるヘンリー・リンペットらしき青い魚がカメオ出演している。

## キャスト
| 役名                   | 俳優 原語版声優        | 日本語吹き替え     |
| ---------------------- | ---------------------- | ------------------ |
| ヘンリー・リンペット   | ドン・ノッツ           | コロムビア・トップ |
| ベッシー・リンペット   | キャロル・クック       |                    |
| ジョージ・スティックル | ジャック・ウェストン   | 関敬六             |
| ハーロック             | アンドリュー・ダガン   |                    |
| P・P・スピューター提督 | ラリー・キーティング   |                    |
| ナチ・アドミラル       | オスカー・ベレギ       |                    |
| フリート・アドミラル   | チャールズ・メレディス |                    |
| レディ・フィッシュ     | エリザベス・マクレー   |                    |
| クラスティ             | ポール・フリーズ       |                    |

※日本語吹き替え：テレビ版・放送日1972年3月14日『火曜ロードショー』他

## スタッフ
- 監督：アーサー・ルービン
- 製作：ジョン・C・ローズ
- 原作：テオドール・プラット
- 翻案：ジョー・ディモナ
- 脚本：ジェームソン・ブリューワー、ジョン・C・ローズ
- 撮影：ハロルド・スタイン
- 美術：リロイ・ディーン
- 編集：ドナルド・テイト
- 音楽：フランク・パーキンス